# X높이
X높이, 엑스하이트 (x-height)는 타이포그래피에서 쓰이는 용어로, 로마자 글꼴에서 각 글자의 아랫 맞춤선이 되는 베이스라인과 소문자의 상위 평균 맞춤선이 되는 가상선 사이의 거리를 나타내는 말이다. 일반적인 로마자 글꼴에서는 이름과 마찬가지로 소문자 x뿐만 아니라 v, w, z의 높이로 맞춰져 있다. 다만 a, c, e, m, n, o, r, s, u와 같은 곡선이 들어간 소문자는 X높이를 약간 넘는 경향이 있다. 글꼴의 가장 중요한 치수 중 하나 인 X높이는 소문자를 대문자와 비교하는 방법을 정의하는 데 사용되기도 한다.

## 기능
표지판 및 포스터와 같이 큰 크기로 사용하려는 디스플레이 서체는 x 높이가 다르다. 많은 사람들이 멀리서 명확하게 읽을 수 있도록 높은 x 높이를 가지고 있다. 하지만 이것은 보편적으로 사용되는 것은 아니다.

## 같이 보기
- 디돈

## 참고
- Definition of x-height at typophile.com
- In the search of ideal line-height